# Bogense Sogn
Bogense Sogn er et sogn i Bogense Provsti (Fyens Stift).
Skovby Sogn hørte til Skovby Herred i Odense Amt, men var i 1800-tallet anneks til Bogense Sogn, der lå i Bogense Købstad og kun geografisk hørte til herredet. Bogense Købstad blev kernen i Bogense Kommune, der blev dannet i 1966 − 4 år før kommunalreformen i 1970. Ved strukturreformen i 2007 indgik den i Nordfyns Kommune.
I Bogense Sogn ligger Sankt Nicolaj Kirke.
I sognet findes følgende autoriserede stednavne:
- Almindehuse (bebyggelse)
- Bogense (bebyggelse, ejerlav)
- Fogense (bebyggelse)
- Gungerne (bebyggelse)
- Kræmmerkrog (bebyggelse)
- Lille Stegø (areal)
- Store Stegø (areal)
- Tyrekrog (bebyggelse)